# رجب محمدین
رجب محمدین (متولد ۱۳۳۰ - اهواز) فیلمساز؛ عکاس؛ نمایشنامهنویس؛ کارگردان تئاتر اهل ایران است.

## زندگی‌نامه
رجب محمدین (رجب علی محمدین) متولد۱۳۳۰ اهواز، فارغ‌التحصیل رشته کارگردانی تئاتر از دانشکده هنرهای زیبای دانشگاه تهران است. وی فعالیت سینمایی را با سمت‌های مختلفی چون مونتاژ، بازی و دستیاری حرفه‌ای از سال ۱۳۵۵ با فیلم «کلاغ» ساخته بهرام بیضایی آغاز کرد.

## فعالیت‌ها
- ۲۰۰۱ - تدریس رشته تئاتر در کالج آنتیاک؛ اوهایو؛ آمریکا

## فیلم‌ها
- ۱۳۷۲ - جاده عشق
- ۱۳۶۹ - بخاطر همه چیز
- ۱۳۶۸ - گل
- ۱۳۶۷ - یاد و دیدار

## نمایشگاه‌های عکس
- ۲۰۰۸ - هلند؛ پورمرنت
- ۲۰۰۸ - هلند؛ زواخ
- ۲۰۰۷ - هلند؛ آمستردام
- ۲۰۰۷ - اسپانیا؛ کادیز
- ۲۰۰۷ - هلند؛ پورمرنت
- ۲۰۰۳ - هلند؛ آمستردام
- ۲۰۰۱ - سوئد؛ گوتنبرگ
- ۱۹۹۹ - هلند؛ پورمرنت
- ۱۹۹۸ - هلند؛ آمستردام
- ۱۹۹۸ - هلند؛ پورمرنت؛
- ۱۹۹۸ - هلند؛ آمستردام
- ۱۹۹۸ - هلند؛ خوی نورد
- ۱۹۹۸ - هلند؛ زندام
- ۱۹۹۸ - آمریکا؛ اوهایو
- ۱۹۹۷ - هلند؛ پورمرنت
- ۱۹۹۷ - هلند؛ بوسوم

## کتاب‌ها
- ۱۳۶۸ - ستارگان سرنوشت
- ۱۳۶۸ - برکرانه بیکران
- ۱۳۶۵ - گل؛ پرواز؛ پیوند
- ۱۳۶۱ - جدالی دیگر

## کارگردانی نمایش
- ۱۳۸۰ - عشق هملت (نوشته رجب محمدین) آمریکا
- ۱۳۸۰ - عشق آنتیگون(نوشته رجب محمدین) آمریکا
- ۱۳۷۸ - آخرین شام ژاندارک (نوشته رجب محمدین) هلند
- ۱۳۵۹ - بوسمن و لنا (نوشته آتول فوگارد)ایران
- ۱۳۵۶ - قفس (نوشته یوجین اونیل)ایران
- ۱۳۵۶ - سانتاکروز (نوشته ماکس فریش) ایران
- ۱۳۵۵ - برج (نوشته پیتر وایس) ایران
- ۱۳۵۳ - لوتر (نوشته جان آزبرن) ایران
- ۱۳۵۲ - میراث (نوشته بهرام بیضایی)ایران
- ۱۳۵۲ - ضیافت (نوشته بهرام بیضایی) ایران

## نمایشنامه‌ها
- ۱۳۷۴- عشق هملت
- ۱۳۷۳- من هستم
- ۱۳۷۲ - عشق آنتیگون
- ۱۳۷۱ - آخرین شام ژاندارک
- ۱۳۷۰ - برفراز خویشتن
- ۱۳۶۹ - پرومته در آتش
- ۱۳۶۸ - برکرانه بیکران
- ۱۳۶۰ - در قارنا درهارا با چکمه می‌کوبند
- ۱۳۵۹ - جدالی دیگر

## فیلم‌های مستند
- ۱۳۸۲ - یک
- ۱۳۸۲ - شعله قلم
- ۱۳۸۲ - روز دست‌ها
- ۱۳۸۲ - هفته دریا